# سونيا سالفيستر
سونيا سالفيستر هي مغنية دومينيكانية، ولدت في 16 أغسطس 1952 في سان بيدرو دي ماكوريس في جمهورية الدومينيكان، وتوفيت في 17 أبريل 2014 في سانتو دومينغو في جمهورية الدومينيكان بسبب سكتة.

## وصلات خارجية
- سونيا سالفيستر على موقع IMDb (الإنجليزية)
- سونيا سالفيستر على موقع ميوزك برينز (الإنجليزية)
- سونيا سالفيستر على موقع ديسكوغز (الإنجليزية)